# Croizet-sur-Gand
Pour les articles homonymes, voir Croizet et Gand (homonymie).
Croizet-sur-Gand est une commune française située dans le département de la Loire en région Auvergne-Rhône-Alpes.

## Géographie

### Climat
Pour des articles plus généraux, voir Climat d'Auvergne-Rhône-Alpes et Climat de la Loire.
En 2010, le climat de la commune est de type climat des marges montargnardes, selon une étude du Centre national de la recherche scientifique s'appuyant sur une série de données couvrant la période 1971-2000. En 2020, Météo-France publie une typologie des climats de la France métropolitaine dans laquelle la commune est exposée à un climat de montagne ou de marges de montagne et est dans la région climatique Nord-est du Massif Central, caractérisée par une pluviométrie annuelle de 800 à 1 200 mm, bien répartie dans l’année.
Pour la période 1971-2000, la température annuelle moyenne est de 10,2 °C, avec une amplitude thermique annuelle de 16,3 °C. Le cumul annuel moyen de précipitations est de 804 mm, avec 10 jours de précipitations en janvier et 7,2 jours en juillet. Pour la période 1991-2020, la température moyenne annuelle observée sur la station météorologique de Météo-France la plus proche, « Fourneaux », sur la commune de Fourneaux à 4 km à vol d'oiseau, est de 11,7 °C et le cumul annuel moyen de précipitations est de 900,1 mm,. Pour l'avenir, les paramètres climatiques de la commune estimés pour 2050 selon différents scénarios d'émission de gaz à effet de serre sont consultables sur un site dédié publié par Météo-France en novembre 2022.

## Urbanisme

### Typologie
Au 1er janvier 2024, Croizet-sur-Gand est catégorisée commune rurale à habitat dispersé, selon la nouvelle grille communale de densité à sept niveaux définie par l'Insee en 2022.
Elle est située hors unité urbaine. Par ailleurs la commune fait partie de l'aire d'attraction de Roanne, dont elle est une commune de la couronne,. Cette aire, qui regroupe 88 communes, est catégorisée dans les aires de 50 000 à moins de 200 000 habitants,.

### Occupation des sols
L'occupation des sols de la commune, telle qu'elle ressort de la base de données européenne d’occupation biophysique des sols Corine Land Cover (CLC), est marquée par l'importance des territoires agricoles (91,9 % en 2018), une proportion identique à celle de 1990 (91,9 %). La répartition détaillée en 2018 est la suivante : 
prairies (59,8 %), zones agricoles hétérogènes (32 %), forêts (8,1 %). L'évolution de l’occupation des sols de la commune et de ses infrastructures peut être observée sur les différentes représentations cartographiques du territoire : la carte de Cassini (XVIIIe siècle), la carte d'état-major (1820-1866) et les cartes ou photos aériennes de l'IGN pour la période actuelle (1950 à aujourd'hui).

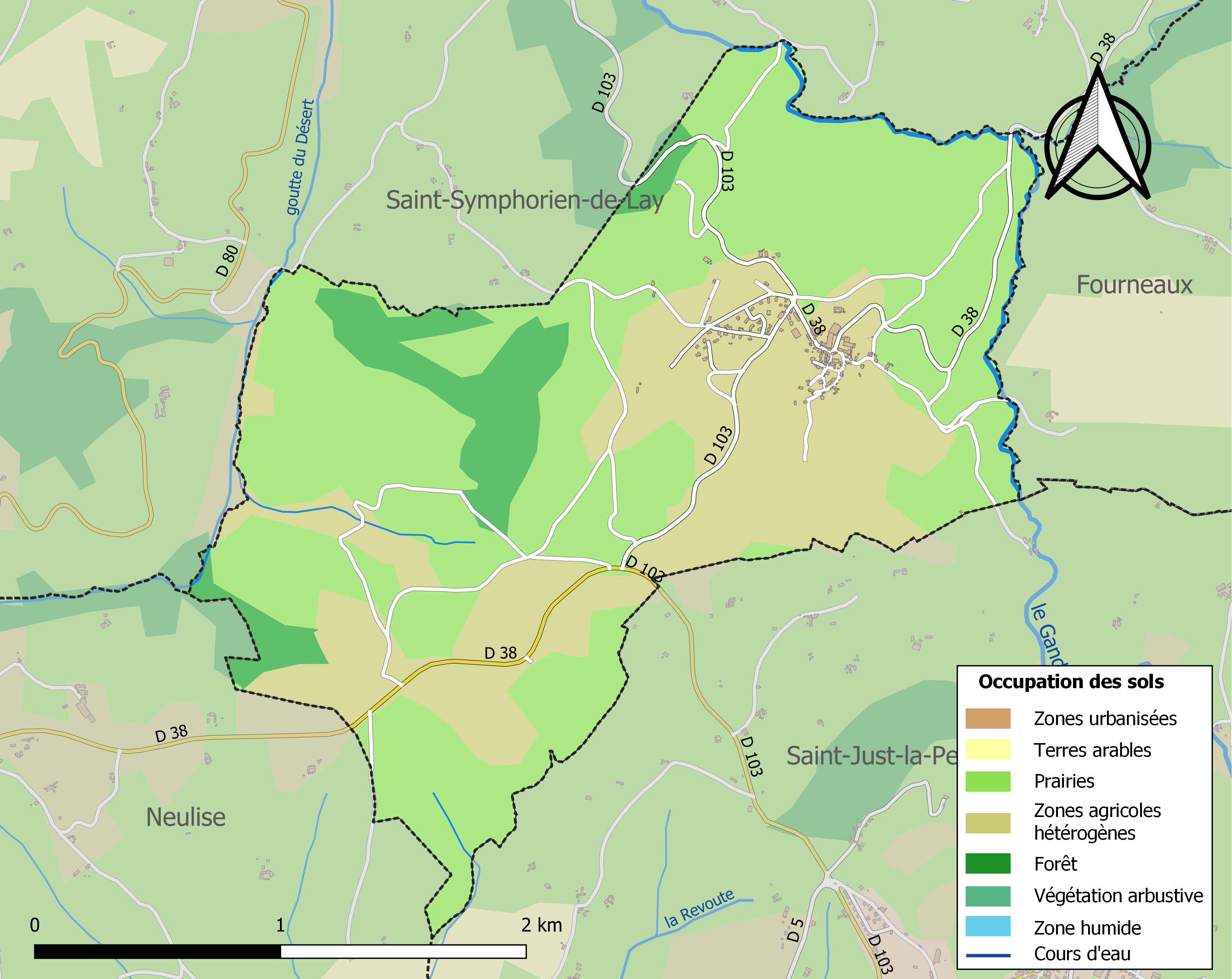
Carte des infrastructures et de l'occupation des sols de la commune en 2018 (CLC).

## Histoire[13]
Comme son nom l'indique le village a pris naissance au croisement de deux routes médiévales et peut être plus anciennes : La "Grande voie Charra" qui reliait Lyon à Vichy et la "Voie Sayette" qui reliait Feurs à Roanne par la rive droite de la Loire. Un des rameaux de cette voie servait de frontière entre le Beaujolais et le Forez comme l'atteste un traité du 8 mai 1222 entre le comte Guy II de Forez et Humbert de Beaujeu. Il passait plus précisément par l'actuel hameau de Ratille où des vestiges gallo-romains ont été trouvés dans un puits.
En 1275, "Croysel" est indiqué comme paroisse dédié à Saint Étienne. En 1604, elle dépendait de Lay.
En 1598, on trouve le nom de Pierre de Pomey, seigneur de Croizet.
Le nom actuel de Croizet-sur-Gand a été adopté en 1950 à la demande de l'administration des postes pour le distinguer de ses homonymes, sources d'erreur dans la distribution du courrier.
En 2012, il reste deux entreprises de voilage qui perpétuent la tradition de la mousseline. Elles emploient 35 personnes.

## Politique et administration
| Période   | Période  | Identité          | Étiquette | Qualité |
| --------- | -------- | ----------------- | --------- | ------- |
| mars 2001 | 2014     | Antoine Pignard   |           |         |
| mars 2014 | En cours | Christian Gervais |           |         |

## Démographie
L'évolution du nombre d'habitants est connue à travers les recensements de la population effectués dans la commune depuis 1793. Pour les communes de moins de 10 000 habitants, une enquête de recensement portant sur toute la population est réalisée tous les cinq ans, les populations de référence des années intermédiaires étant quant à elles estimées par interpolation ou extrapolation. Pour la commune, le premier recensement exhaustif entrant dans le cadre du nouveau dispositif a été réalisé en 2007.

En 2022, la commune comptait 315 habitants, en stagnation par rapport à 2016 (Loire : +1,32 %, France hors Mayotte : +2,11 %).
| 1793 | 1800 | 1806 | 1821 | 1831 | 1836 | 1841 | 1846 | 1851 |
| ---- | ---- | ---- | ---- | ---- | ---- | ---- | ---- | ---- |
| 520  | 467  | 463  | 553  | 500  | 540  | 603  | 606  | 578  |

| 1856 | 1861 | 1866 | 1872 | 1876 | 1881 | 1886 | 1891 | 1896 |
| ---- | ---- | ---- | ---- | ---- | ---- | ---- | ---- | ---- |
| 577  | 597  | 579  | 520  | 530  | 515  | 509  | 473  | 464  |

| 1901 | 1906 | 1911 | 1921 | 1926 | 1931 | 1936 | 1946 | 1954 |
| ---- | ---- | ---- | ---- | ---- | ---- | ---- | ---- | ---- |
| 458  | 437  | 370  | 288  | 289  | 268  | 243  | 218  | 258  |

| 1962 | 1968 | 1975 | 1982 | 1990 | 1999 | 2006 | 2007 | 2012 |
| ---- | ---- | ---- | ---- | ---- | ---- | ---- | ---- | ---- |
| 231  | 235  | 221  | 218  | 208  | 224  | 256  | 261  | 310  |

| 2017 | 2022 | - | - | - | - | - | - | - |
| ---- | ---- | - | - | - | - | - | - | - |
| 314  | 315  | - | - | - | - | - | - | - |

## Lieux et monuments
- Église Saint-Étienne de Croizet-sur-Gand.

### Fontaine de Saint-Fortunat

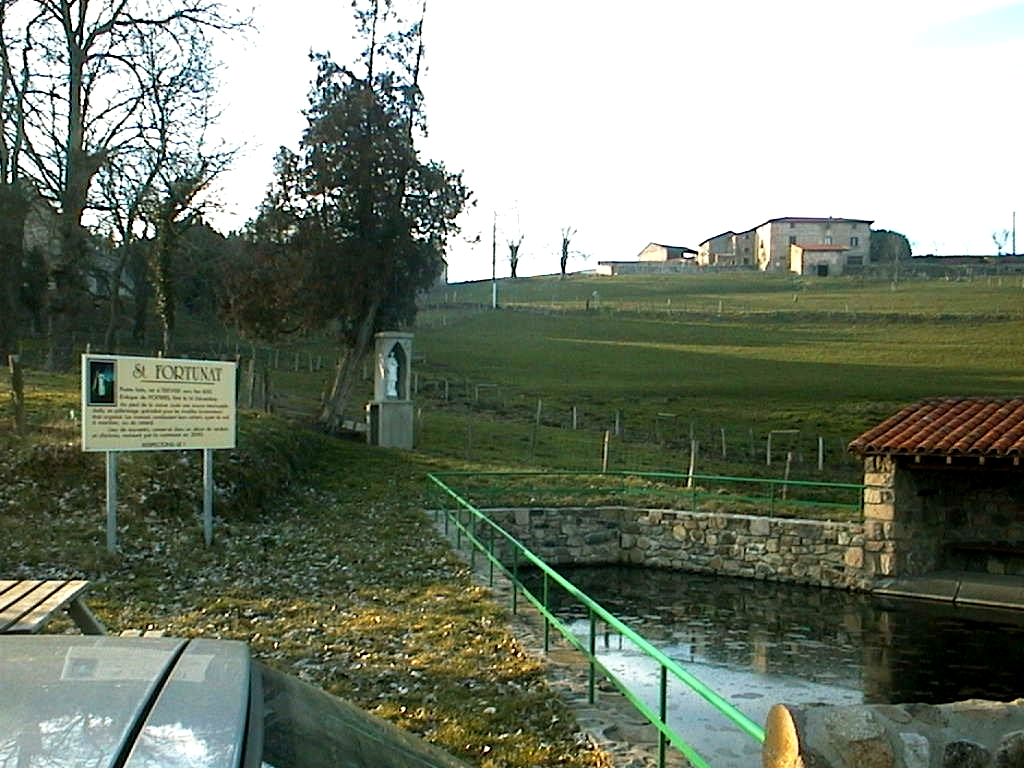
Fontaine Saint-Fortunat.

Dans le bas du village, le lavoir est une source intarissable d'eau claire dans laquelle se reflète la statue blanche de Saint Fortunat, poète latin né à Trévise vers l'an 530 et évêque de Poitiers. Jadis un pèlerinage y était organisé contre les troubles de la locomotion. Les mamans y conduisaient leurs enfants qui avaient du mal ou du retard à marcher.